# 杰森·库查克
杰森·库查克（Jason Kouchak）是一名法国钢琴家，作曲家，歌手，词曲作者，他的作品，演出，公共捐款和慈善协会跨越世界各地，包括英国，法国，日本，新加坡和香港。

## 早年
杰森·马里亚诺·库查克出生于法国里昂。他曾就读于威斯敏斯特学校，并在皇家音乐学院和爱丁堡大学学习古典钢琴。他是俄罗斯海军司令亚历山大·高尔察克的后裔。

## 表演和录音生涯
杰森·库查克录制了五张专辑。 其中两个在艾比路录音室录制 。 
他曾在英国电视台（BBC）和日本广播公司（NHK）表演自己的音乐作品。
作为古典钢琴家，他曾在全球巡回演出，包括香港，新加坡和日本。 
他曾在皇家节日音乐厅 （伦敦），喇沙普勒耶尔音乐厅（巴黎），马林斯基剧院（圣彼得堡）以及爱丁堡国际艺术节上演出。 
其他演出包括“ 月亮代表我的心 ”,本次演出是为了切尔西艺术俱乐部的朱利安·劳埃德·韦伯和诚佳信安排的，旨在庆祝劳埃德·韦伯的60岁生日庆典音乐会。2010年在肖邦两百周年纪念音乐会上与歌手伊莲佩姬一起演出。
他还在巴黎咖啡馆和皇家咖啡厅演唱过。 
杰森于2012年加勒文学节上与汤姆·斯托帕德同台演出，并于同年在伦敦国际象棋俱乐部的开幕仪式上进行了钢琴独奏音乐会。
2012年，他成为了在伦敦和爱丁堡的法国电影节20周年的音乐总监，并在肖邦纪念日时在巴黎的英国大使馆演奏肖邦的曲目。

## 演出
1990年，他在玛格丽特公主60岁生日利兹酒店庆祝晚会上作为客座艺术家进行了演出，同年，在菲雷的哈姆雷特电影首映礼上进行了表演。在1998年，库查克在伦敦的维多利亚和阿尔伯特博物馆为明仁天皇演奏了他对“ 樱花 ”的理解。他还于1995年在神户大地震慈善活动上演奏了这首曲目。这件作品收录在朱利安·劳埃德·韦伯的“大提琴情绪”专辑里并在1999年奥运会上由滑冰选手佐藤由香演奏。在2011年和2013年，库查克和皇家爱乐乐团一起在贝尔法斯特号战舰上为胜利日演奏了俄罗斯歌曲“黑暗的夜色（苏联歌曲）”。他还与畅销书作家乔安娜特罗洛普一起为“ 其他家庭 ”创作了音乐和歌词，并首次在贤者音乐厅演出。

## 慈善捐款
库查克的公益捐赠包括两座分别在伦敦荷兰公园和爱丁堡草甸（公园）里的儿童巨型象棋的模型，以及2013年约翰·坦尼尔的爱丽丝梦游仙境国际象棋，他还为CSC创作了正式的国际象棋慈善主题曲“向前进”。
库查克还在2011年创办了翼儿童合唱团，在2012年女皇银禧时在伦敦特拉法加广场演奏了霍尔斯特的行星乐章中的木星乐段。

## 音乐作品
- Comme d'Habitude (2011)  泾渭分明 （2011）
- Midnight Classics (2008)  午夜经典 （2008）
- Forever (2001)  永远 （2001）
- Watercolours (1999)  水彩画 （1999） [1]
- Première Impression - 1997  首演印象 - 1997
- Cello Moods (Sakura only) 大提琴情绪 （只有樱花）